# Gracilechinus lucidus
Gracilechinus lucidus is een zee-egel uit de familie Echinidae.
De wetenschappelijke naam van de soort werd in 1885 gepubliceerd door Ludwig Döderlein.